# Aneta Stawiszyńska
Aneta Katarzyna Stawiszyńska (ur. 1983 w Łodzi) – polska historyczka, regionalistka, doktor nauk humanistycznych. 
W 2007 ukończyła studia magisterskie na kierunku historia w Instytucie Historii Uniwersytetu Łódzkiego. W 2015 uzyskała stopień naukowy doktora na podstawie rozprawy poświęconej dziejom Łodzi w latach I wojny światowej, napisanej pod kierunkiem Kazimierza Badziaka.
Autorka dwóch książek: Ruda Pabianicka. Echa przeszłości, Łódź 2009 i Łódź w latach I wojny światowej, Oświęcim 2016 oraz kilkudziesięciu artykułów naukowych, popularnonaukowych i popularnych dotyczących historii regionu łódzkiego ze szczególnym uwzględnieniem Łodzi i Rudy Pabianickiej, publikowanych m.in. na łamach „Kroniki miasta Łodzi” czy „Ziemi Łódzkiej”.
W 2015 r. otrzymała stypendium dla młodych naukowców Marszałka Województwa Łódzkiego. W 2019 została laureatką konkursu na reportaż: „Łódzkie – znane i nieznane” zorganizowanego przez Wojewódzką Bibliotekę Publiczną im. Józefa Piłsudskiego w Łodzi oraz Stowarzyszenie Dziennikarzy Polskich za pracę „Księga Górnego Rynku”. Dwukrotnie nominowana (2010 i 2017) do nagrody „Złoty Exlibris” przyznawanej przez Wojewódzką Bibliotekę Publiczną im. Józefa Piłsudskiego w Łodzi w kategorii „Najlepsza Książka o Łodzi”.
W 2023 r. otrzymała "Złoty Exlibris" jako współautorka "Atlasu Historycznego miasta Łodzi" oraz medal "EX Navicula Navis" przyznany z okazji 600-lecia miasta Łodzi.

## Publikacje książkowe
- Ruda Pabianicka. Echa przeszłości, Łódź 2009
- Łódź w latach I wojny światowej, Oświęcim 2016